# پیتای زیبا
پیتای زیبا (نام علمی: Erythropitta venusta) نام یک گونه از تیره پیتا است. این پرنده در سوماترا، اندونزی حضور دارد. زیستگاه طبیعیش نیز مناطق گرمسیری و نیمه‌گرمسیری است.